# Arandas (cratère)
Pour les articles homonymes, voir Arandas (homonymie).
Le cratère Arandas est un cratère d'impact de 24,76 km de diamètre situé sur Mars dans le quadrangle de Mare Acidalium. Il a été nommé en référence à la ville d'Arandas au Mexique.